# Vasilisa the Beautiful (phim 1977)
Nàng Vasilisa xinh đẹp (tiếng Nga: Василиса Прекрасная) là một phim hoạt hình của đạo diễn Vladimir Pekar, ra mắt lần đầu năm 1977.

## Nội dung
Phỏng theo một câu chuyện dân gian Nàng công chúa Ếch, truyện phim kể về nàng Vasilisa trong lốt ếch đã cưới được chàng Hoàng tử Ivan như thế nào.